# Benson Kiplangat
Benson Kiplangat (17 giugno 2003) è un mezzofondista keniano vincitore delle medaglia d'oro e di bronzo ai mondiali di cross nel 2024.

## Progressione

### 5000 metri piani
| Stagione | Misura   | Luogo     | Data      | Rank. Mond. |
| -------- | -------- | --------- | --------- | ----------- |
| 2024     | 12'58"78 | Suzhou    | 27-4-2024 |             |
| 2023     | 13'02"74 | Nobeoka   | 3-5-2023  |             |
| 2022     | 13'10"41 | Montreuil | 2-6-2022  |             |
| 2021     | 13'20"37 | Nairobi   | 19-8-2021 |             |

### 10000 metri piani
| Stagione | Misura   | Luogo    | Data       | Rank. Mond. |
| -------- | -------- | -------- | ---------- | ----------- |
| 2023     | 27'22"30 | Hachioji | 25-11-2023 |             |
| 2022     | 27'09"83 | Machida  | 26-11-2022 |             |

## Palmarès
| Anno | Manifestazione | Sede     | Evento       | Risultato | Prestazione | Note                          |
| ---- | -------------- | -------- | ------------ | --------- | ----------- | ----------------------------- |
| 2021 | Mondiali U20   | Nairobi  | 5000 m piani | Oro       | 13'20"37    | Miglior prestazione personale |
| 2024 | Mondiali cross | Belgrado | Individuale  | Bronzo    | 28'14"      | [ 1 ]                         |
| 2024 | Mondiali cross | Belgrado | Squadre      | Oro       | 19 p.       | [ 2 ]                         |

## Campionati nazionali
2024
- 5º ai campionati keniani (Ruiru), cross - 28'48"

## Altre competizioni internazionali
2022
- Argento alla Croce das Amendoeiras em Flor ( Albufeira), 24"25

2024
- 5º al Prefontaine Classic ( Eugene), 10000 m piani - 26'55"09
- Bronzo al Shanghai Diamond League ( Suzhou), 5000 m piani - 12'58"78
- 9º alla Xiamen Diamond League ( Xiamen), 5000 m piani - 13'04"66

2025
- 6º al Prefontaine Classic ( Eugene), 10000 m piani - 26'50"00